# Kastor z Rodosa
Kastor z Rodosa (grško starogrško Κάστωρ ὁ  Ῥόδιος Kástor o Ródios), znan tudi kot Kastor iz Masalije in Kastor iz Galatije z vzdevkom  Filoromeos (Ljubitelj Rima)  je bil grški slovničar in retorik. Živel je v 1. stoletju pr. n. št. in bil sodobnik Julija Cezarja in senatorja Marka Tulija Cicera.

## Ozadje
Kastor se v antičnih virih pogosto omenja kot avtoriteta za zgodovinske zadeve. Njegov vzdevek Filoromeos kaže na njegovo naklonjenost do Rimljanov, ki je morda razvidna tudi iz Plutarhovega spisa, v katerem primerja rimske institucije s Pitagorovimi.  
Bizantinska enciklopedija Suda ga opisuje kot zeta galatskega kralja Deiotarja, katerega naslavlja z rimski senator. Kralj je dal Kastorja in njegovo ženo usmrtiti, ker ga je obtoževal pred Julijem Cezarjem. Očitno gre za zadevo, v kateri je Deiotarja branil senator Cicero. Isti Kastor je verjetno tudi Kastor z vzdevkom  Saecondarius, ki ga omenja Strabon. Tudi on je bil usmrčeni zet kralja Deiotarja. 
Ali je Kastor istoveten z retorikom Kastorjem z Rodosa, še vedno ni jasno. Eno od Kastorjevih del je omenjeno Biblioteki, ki se je nekoč pripisovala Apolodorju Atenskemu, umrlemu  okoli leta 140 pr. n. št. Iz tega sledi, da je retorik Kastor živel pred Apolodorjem ali bil njegov sodobnik in ni imel nobene zveze z dogodki, ki jih opisuje Cicero. Drug pogost zaključek je, da je bil Kastor z Rodosa Cezarjev in Cicerov sodobnik in da Biblioteke ni napisal Apolodor ampak nek Psevdo-Apolodor.

## Dela
Po Sudi je Kastor napisal naslednja dela:
- Anagraphe ton Thalassokratesanton (Zapis o talasokraciji) v dveh knjigah.
- Chronika Agnoemata (Kronološke napake), ki so omenjene tudi v Biblioteki.[5]
- Peri Epicheirematon (O argumentih ali špekulacijah) v devetih kljigah.
- Peri Peithous (O prepričevanju) v dveh knjigah.
- Peri tou Neilou (O Nilu).
- Techne Rhetorike (Umetnost retorike).
- Chronologia ali Chronika, ki je večkrat omenja Evzebij Cezarejski.

## Vira
- Paul Christesen: Olympic Victor Lists and Ancient Greek History, Cambridge University Press, Cambridge/New York 2007, str. 311–322.
- Wilhelm Kubitschek: Kastor 8 v  Paulys Realencyclopädie der classischen Altertumswissenschaft (RE),  Band X, 2, Stuttgart 1919, str. 2347–2357.